# Antiche unità di misura del circondario di Teramo
Sono qui riportate le conversioni tra le antiche unità di misura in uso nel circondario di Teramo e il sistema metrico decimale, così come stabilite ufficialmente nel 1877; non si riportano le unità di misura e di peso stabilite con la riforma del 1840, rese uniformi nell'intero Regno di Napoli.
Nonostante l'apparente precisione nelle tavole, in molti casi è necessario considerare che i campioni utilizzati erano di fattura approssimativa o discordanti tra loro.

## Misure di lunghezza
| Comuni         | Denominazione             | Valore                    | Unità                     |
| -------------- | ------------------------- | ------------------------- | ------------------------- |
| Tutti i comuni | Secondo la legge del 1840 | Secondo la legge del 1840 | Secondo la legge del 1840 |
| Tutti i comuni | Canna                     | 2,645503                  | m                         |
| Tutti i comuni | Palmo                     | 0,264550                  | m                         |
| Tutti i comuni | Prima del 1840            |                           |                           |
| Tutti i comuni | Canna                     | 2,109360                  | m                         |
| Tutti i comuni | Palmo                     | 0,263670                  | m                         |

La canna legale è di 10 palmi.
Il palmo legale si divide in 10 decimi, il decimo in 10 centesimi, il centesimo in 10 millesimi.
700 canne legali fanno il miglio legale.
Per le misure anteriori al 1840, la canna abusiva si divide in 8 palmi, il palmo in 12 once, l'oncia in 5 minuti.
10 palmi fanno la pertica.
7 palmi fanno il passo.
10 passi fanno la catena.
100 catene fanno il miglio.
Come base delle misure agrarie si usavano anche nei diversi comuni passi da terra di palmi 5 1/2, 7 1/3, 8, 12.

## Misure di superficie
| Comuni         | Denominazione  | Valore   | Unità |
| -------------- | -------------- | -------- | ----- |
| Tutti i comuni | Moggio         | 699,8684 | m²    |
| Tutti i comuni | Palmo quadrato | 0,069987 | m²    |

| Comuni                                                     | Denominazione                                               | Valore   | Unità |
| ---------------------------------------------------------- | ----------------------------------------------------------- | -------- | ----- |
| Tutti i comuni                                             | Palmo quadrato                                              | 0,069522 | m²    |
| Tutti i comuni meno i seguenti                             | Tomolata di 400 passi quadrati di palmi 12 di lato          | 4004,46  | m²    |
| Tutti i comuni meno i seguenti                             | Moggio di 900 passi quadrati di palmi 8 di lato             | 4004,46  | m²    |
| Mosciano Sant'Angelo                                       | Moggio di 900 passi quadrati di palmi 7 1/3 di lato         | 3364,86  | m²    |
| Mosciano Sant'Angelo                                       | Vignale di 1600 passi quadrati di palmi 5 1/2 di lato       | 3364,86  | m²    |
| Castelli, Civitellà del Tronto, Fano Adriano, Pletracamela | Tomolo di 400 passi quadrati di palmi 8 di lato             | 1779,76  | m²    |
| Ancarano                                                   | Tavola di 1000 canne quadrate di palmi quadrati 62 ciascuna | 4310,36  | m²    |

Il moggio legale è di 10000 palmi quadrati.
100 palmi quadrati legali fanno la canna quadrata legale.
La canna quadrata abusiva anteriore al 1840 è di 64 palmi quadrati.

## Misure di volume
| Comuni         | Denominazione             | Valore                    | Unità                     |
| -------------- | ------------------------- | ------------------------- | ------------------------- |
| Tutti i comuni | Secondo la legge del 1840 | Secondo la legge del 1840 | Secondo la legge del 1840 |
| Tutti i comuni | Palmo cubo                | 18,515                    | L                         |
| Tutti i comuni | Prima del 1840            |                           |                           |
| Tutti i comuni | Palmo cubo                | 18,331                    | L                         |

Secondo la legge del 1840 mille palmi cubi legali fanno la canna cuba legale.
Secondo l'uso anteriore al 1840 mille palmi cubi fanno la pertica cuba e 512 palmi cubi fanno la canna cuba.
La canna di costumanza per la fabbriche equivale ad un quarto di canna cuba abusiva.
La canna per la legna da fuoco, di 256 palmi cubi, equivale a mezza canna cuba abusiva.
Palmi cubi abusivi 9 1/3 fanno la soma per l'arena che si divide in 7 cofani.

## Misure di capacità per gli aridi
| Comuni         | Denominazione             | Valore                    | Unità                     |
| -------------- | ------------------------- | ------------------------- | ------------------------- |
| Tutti i comuni | Secondo la legge del 1840 | Secondo la legge del 1840 | Secondo la legge del 1840 |
| Tutti i comuni | Tomolo                    | 55,5451                   | L                         |
| Tutti i comuni | Prima del 1840            |                           |                           |
| Tutti i comuni | Tomolo                    | 55,3189                   | L                         |

Il tomolo legale e l'abusivo si dividono in 24 misure.

## Misure di capacità per i liquidi
| Comuni         | Denominazione          | Valore   | Unità |
| -------------- | ---------------------- | -------- | ----- |
| Tutti i comuni | Barile                 | 43,6250  | L     |
| Tutti i comuni | Caraffa di once 27,143 | 0,727084 | L     |

| Comuni                                                                             | Denominazione          | Valore   | Unità |
| ---------------------------------------------------------------------------------- | ---------------------- | -------- | ----- |
| Canzano                                                                            | Salma di 120 caraffe   | 90,0037  | L     |
| Canzano                                                                            | Caraffa di once 28     | 0,750031 | L     |
| Crognaleto, Castelli                                                               | Barile di 60 caraffe   | 53,5737  | L     |
| Crognaleto, Castelli                                                               | Caraffa di un rotolo   | 0,892894 | L     |
| Teramo, Cortino, Valle Castellana                                                  | Barile di 60 caraffe   | 43,3947  | L     |
| Teramo, Cortino, Valle Castellana                                                  | Caraffa di once 27     | 0,723244 | L     |
| Castilenti, Castellalto, Cellino Attanasio, Torricella Sicura                      | Barile di 60 caraffe   | 45,0019  | L     |
| Castilenti, Castellalto, Cellino Attanasio, Torricella Sicura                      | Caraffa di once 28     | 0,750031 | L     |
| Montepagano, Tossiccia                                                             | Salma di 120 caraffe   | 96,4326  | L     |
| Montepagano, Tossiccia                                                             | Caraffa di once 30     | 0,803605 | L     |
| Montignano, Silvi, Nereto, Sant'Omero, Atri, Torano nuovo                          | Barile di 60 caraffe   | 38,5730  | L     |
| Montignano, Silvi, Nereto, Sant'Omero, Atri, Torano nuovo                          | Caraffa di once 24     | 0,642884 | L     |
| Morro d'Oro                                                                        | Salma di 120 caraffe   | 99,6470  | L     |
| Morro d'Oro                                                                        | Caraffa di once 31     | 0,830392 | L     |
| Notaresco                                                                          | Salma di 120 caraffe   | 107,1473 | L     |
| Notaresco                                                                          | Caraffa di 1 rotolo    | 0,892894 | L     |
| Giulianova                                                                         | Salma di 120 caraffe   | 86,7893  | L     |
| Giulianova                                                                         | Caraffa di once 27     | 0,723244 | L     |
| Mosciano S. Angelo                                                                 | Salma di 144 quartucci | 138,8629 | L     |
| Mosciano S. Angelo                                                                 | Quartuccio di once 36  | 0,964326 | L     |
| Tortoreto                                                                          | Barile di 60 caraffe   | 57,8596  | L     |
| Tortoreto                                                                          | Caraffa di once 36     | 0,964326 | L     |
| Civitella del Tronto                                                               | Barile di 60 caraffe   | 39,6595  | L     |
| Civitella del Tronto                                                               | Caraffa di once 24,676 | 0,660992 | L     |
| Controguerra                                                                       | Salma di 108 caraffe   | 104,1472 | L     |
| Controguerra                                                                       | Caraffa di once 36     | 0,964326 | L     |
| Campli                                                                             | Salma di 48 quartucci  | 30,8584  | L     |
| Campli                                                                             | Quartuccio di once 24  | 0,642884 | L     |
| Montorio                                                                           | Salma di 120 caraffe   | 106,0758 | L     |
| Montorio                                                                           | Caraffa di once 33     | 0,883965 | L     |
| Castiglione della Valle, Fano Adriano, Pietracamela, Isola del Gran Sasso d'Italia | Barile di 60 caraffe   | 48,2163  | L     |
| Castiglione della Valle, Fano Adriano, Pietracamela, Isola del Gran Sasso d'Italia | Caraffa di once 30     | 0,803605 | L     |
| Colonnella, Corropoli                                                              | Salma di 120 caraffe   | 88,3965  | L     |
| Colonnella, Corropoli                                                              | Caraffa di once 27 1/2 | 0,736638 | L     |
| Bellante                                                                           | Barile di 40 rotoli    | 38,5730  | L     |
| Bellante                                                                           | Rotolo di once 36      | 0,964326 | L     |
| Montefino                                                                          | Caraffa di once 33     | 0,883965 | L     |
| Sant'Egidio alla Vibrata                                                           | Caraffa di once 24     | 0,642884 | L     |
| Ancarano                                                                           | Foglietta di once 12   | 0,321442 | L     |

| Comuni | Denominazione                       | Valore   | Unità |
| --- | ----------------------------------- | -------- | ----- |
| Teramo, Ville Castellana, Canzano, Silvi, Tortoreto, Campli, Civitella del Tronto, Giulianova, Cortino | Cannata di rotoli 21,6 = 19,246 kg  | 21,0727  | L     |
| Cellino | Staio di rotoli 17 = 15,147 kg      | 16,5850  | L     |
| Colonnella, Corropoli, Castilenti, Nereto, Sant'Omero, Mutignano, Controguerra, Sant'Egidio, Montepagano, Morrò d'Oro, Crognaleto, Notaresco, Fano Adriano, Mosciano, Montorio, Castelli, Tossiccia, Castiglione della Valle, Bellante, Isola del Gran Sasso d'Italia | Metro di rotoli 23,04 = 20,529 kg   | 22,4775  | L     |
| Castellalto | Metro di rotoli 24,96 = 22,239 kg   | 24,3507  | L     |
| Teramo Nuovo | Caraffa di rotoli 0,72 = 0,642 kg   | 0,702423 | L     |
| Pietracamela | Salma di rotoli 172,8 = 153,964 kg  | 168,5814 | L     |
| Atri | Metro di rotoli 21,12 = 18,818 kg   | 20,6044  | L     |
| Ancarano | Foglietta di rotoli 0,36 = 0,321 kg | 0,351211 | L     |

Il barile legale è di 60 caraffe.
12 barili fanno una botte.
I pesi indicati per le misure da vino sono quelli del volume di acqua distillata che dovevano contenere, e non servono che di nomenclatura distintiva.
I pesi indicati per le misure da olio sono quelli del volume di olio che deve in esse contenersi, giacché nel sistema metrico napolitano l'olio si misurava a peso e non a capacità.

## Pesi
| Comuni         | Denominazione | Valore  | Unità |
| -------------- | ------------- | ------- | ----- |
| Tutti i comuni | Rotolo        | 890,997 | g     |
| Tutti i comuni | Libbra        | 320,759 | g     |

Secondo la legge del 1840 il rotolo è di once 33 1/3 e si divide in 1000 trappesi.
100 rotoli fanno un cantaro.
La libbra si divide in 12 once, l'oncia in 30 trappesi.
Secondo l'uso anteriore al 1840 cento libbre fanno il cantaro piccolo.
Gli orefici dividono l'oncia in 30 trappesi, il trappeso in 20 acini.
I gioiellieri dividono l'oncia in 130 carati, il carato in 4 grani, il grano in 16 sedicesimi.
I farmacisti dividono l'oncia in 10 dramme, la dramma in 3 scrupoli, lo scrupolo in 2 oboli, l'obolo in 10 acini o grani.
Dramme 1 1/2 fanno il peso aureo.
40 rotoli fanno un peso per la calce.
4 rotoli fanno una decina, peso da lana.
Secondo la varietà dei luoghi e delle merci si usavano pure rotoli di once 33 e 36.

## Territorio
Nel 1874 nel circondario di Teramo erano presenti 38 comuni divisi in 11 mandamenti.
- Ancarano • Ancarano, Controguerra, Sant'Egidio alla Vibrata, Torano Nuovo
- Atri • Atri, Castilenti, Cellino Attanasio, Montefino, Mutignano, Silvi
- Campli • Bellante, Campli
- Civitella del Tronto • Civitella del Tronto
- Giulianova • Giulianova, Mosciano Sant'Angelo, Tortoreto
- Montorio al Vomano • Cortino, Crognaleto, Montorio al Vomano
- Nereto • Colonnella, Corropoli, Nereto, Sant'Omero
- Notaresco • Castellalto, Montepagano, Morro d'Oro, Notaresco
- Teramo • Canzano, Teramo, Torricella Sicura
- Tossicia • Castelli, Castiglione della Valle, Fano Adriano, Isola del Gran Sasso d'Italia, Pietracamela, Tossicia
- Valle Castellana • Rocca Santa Maria, Valle Castellana